# Gudermesskij rajon
Il Gudermesskij rajon (in russo Гудерме́сский район?) è un municipal'nyj rajon della Repubblica Autonoma della Cecenia, in Russia, il cui capoluogo è Gudermes. Nel 2010 ospitava una popolazione di 81.651 abitanti.